# 奇雲·比堤
湯馬士·奇雲·比堤（英語：Thomas Kevin Beattie，1953年12月18日—2018年9月16日），前英格蘭足球運動員，曾效力和等球會。司職中堅。

## 球員生涯
比堤於英格蘭卡萊爾出生。於1971年7月，他加入了的青年軍，並於1972年8月首次為一線隊上陣。比堤為1973-74賽季PFA年度最佳青年球員的得主，為首次贏得此獎項的球員。他亦贏得1978年英格蘭足總盃和1981年歐洲足協盃冠軍。在1981年歐洲足協盃的決賽中，比堤因傷無法上陣。比堤自傳的代筆者羅伯·芬奇上書請求歐洲足協頒發一塊獎牌給比堤，最終比堤於2008年獲得獎牌。
比堤於1981年12月因傷退役，但其後曾為數支球隊效力，包括和。他於1975年至1977年曾為英格蘭國家足球隊上陣9場賽事，他曾被形容為英格蘭最好的球員。

## 個人
2012年5月，比堤因詐騙罪成，被判罰12星期宵禁。他其後道歉，並表示這是一次「愚蠢的犯錯」。